# Don't Go
«Don't Go» es el segundo sencillo del dúo británico Yazoo, formado por Alison Moyet y el teclista Vince Clarke, de su álbum Upstairs at Eric's, publicado en disco de vinilo de 7 y 12 pulgadas en 1982. El compositor es Vince Clarke. Hasta 1996 no encontró edición en formato digital. Este sencillo llegó hasta el tercer puesto del ranking británico.
Como lado B aparece el tema Winter Kills de Alison Moyet, el cual además ya había sido lado B en Estados Unidos del primer sencillo de Yazoo, Only You. Fue producido por Eric Radcliffe, Daniel Miller y Vince Clarke, y publicado a través de Mute Records.

## Formatos
En disco de vinilo
7 pulgadas Mute YAZ 001  Don't Go
| Lado A |            |          |  |
| N.º    | Título     | Duración |  |
| 1.     | «Don't Go» | 2:53     |  |

| Lado B |                |          |  |
| N.º    | Título         | Duración |  |
| 1.     | «Winter Kills» | 4:02     |  |

12 pulgadas Mute YAZ 001  Don't Go • Re-Mixes
| Lado A |                                           |          |  |
| N.º    | Título                                    | Duración |  |
| 1.     | «Don't Go» (Re-Mix [Extended Version])    | 3:59     |  |
| 2.     | «Don't Go» (Re-Re-Mix [Extended Version]) | 4:09     |  |

| Lado B |                                              |          |  |
| N.º    | Título                                       | Duración |  |
| 1.     | «Winter Kills» (Not Re-Mixed [Not Extended]) | 3:53     |  |

12 pulgadas Sire 0-29886  Don't Go • Re-Mixes
| Lado A |                        |          |  |
| N.º    | Título                 | Duración |  |
| 1.     | «Don't Go» (Re-Mix)    | 5:08     |  |
| 2.     | «Don't Go» (Re-Re-Mix) | 3:20     |  |

| Lado B |                |          |  |
| N.º    | Título         | Duración |  |
| 1.     | «Winter Kills» | 4:02     |  |

CD 1996
Hasta 1996 Don't Go no se publicó en formato digital, sólo en el Reino Unido.
| Mute CDYAZ001 Don't Go |                        |          |  |
| N.º                    | Título                 | Duración |  |
| 1.                     | «Don't Go»             | 2:56     |  |
| 2.                     | «Winter Kills»         | 4:05     |  |
| 3.                     | «Don't Go» (Re-Mix)    | 4:06     |  |
| 4.                     | «Don't Go» (Re-Re-Mix) | 4:22     |  |

## Don't Go / Situation - 1999 Mixes
Don't Go se relanzó en los Estados Unidos en una nueva mezcla, por su álbum recopilatorio Only Yazoo, esta vez bajo la denominación Don't Go/Situation 1999 Mixes.

### Formatos
| Reprise 944740-2 Don't Go / Situation – 1999 Mixes |                                                                          |          |  |
| N.º                                                | Título                                                                   | Duración |  |
| 1.                                                 | «Don't Go» (Tee's TNT Radio Mix)                                         | 3:21     |  |
| 2.                                                 | «Don't Go» (Tee's Freeze Mix)                                            | 6:10     |  |
| 3.                                                 | «Situation» (Club 69 US Radio Edit)                                      | 3:33     |  |
| 4.                                                 | «Situation» (Club 69 Future Phunk Mix)                                   | 8:47     |  |
| 5.                                                 | «Situation» (Richard "Humpty" Vission Radio Edit)                        | 3:59     |  |
| 6.                                                 | «Situation» (Richard "Humpty" Vission Visits The Dome)                   | 6:43     |  |
| 7.                                                 | «Situation» (Dave Ralph Presents Tea Freaks – The English Breakfast Mix) | 9:02     |  |
| 8.                                                 | «Don't Go» (Mt's Dub)                                                    | 7:29     |  |
| 9.                                                 | «Situation» (Richard "Humpty" Vission Visits The Dub)                    | 6:26     |  |

## Datos adicionales
Don't Go aparece en la banda sonora de la película de 1989 Tango y Cash.

## Otras versiones
La canción ha tenido numerosas versiones hechas por otros artistas:
- Boobytrax, varias versiones para su EP Don't Go, 1993.
- Atrocity, para su álbum Werk 80, 1997.
- Rosetta Stone, para su álbum Unerotica, 2000.
- André Visior, para su EP Don't Go, 2002.
- Soraya Arnelas, para su álbum Ochenta's, 2006.
- Nouvelle Vague, para su álbum Bande À Part, 2006.
- Terminal Choice, para su álbum New Born Enemies y el sencillo Don't Go, 2006.
- Starting Rock ft. Diva Avari, para su EP Don't Go, 2006.
- Mary Zeta, para el álbum compilatorio  Southern Waves, 2006.
- Bak XIII, para el compilado de varios artistas Electronic Manifesto 2, 2007.
- Smoove + Turrell, para su álbum Antique Soul y su EP Don't Go, 2009.
- Diagnostic Error, para su álbum A Question of Taste, 2016.
- LaUD23, versión instrumental para el disco UnMute tributo a los artistas de Mute Records, 2017.
  - Tamta usa un sample del tema para su canción Fotia, 2010.
  - Can Bener usa un sample del tema para su canción Way I Dance, 2012.
  - Clairity usa un sample del tema para su canción Velcro, 2015.
  - Riton and Oliver Heldens ft Vula, usa un sample del tema, para su canción Turn Me On, 2019.
  - Madison Mars (feat. Little League), usa un sample del tema, para su canción New Vibe Who Dis, 2019.